# Afrikaspiele 2019/Leichtathletik – 400 m Hürden der Männer
Der 400-Meter-Hürdenlauf der Männer bei den Afrikaspielen 2019 fand am 28. und 29. August im Stade Moulay Abdallah in Rabat statt.
18 Läufer aus 15 Ländern nahmen an dem Wettbewerb teil. Die Goldmedaille gewann Abdelmalik Lahoulou mit 49,08 s, Silber ging an Bienvenue Wendlasida Sawadogo mit 49,25 s und die Bronzemedaille gewann Mohamed Amine Touati mit 49,29 s.

## Rekorde
| Weltrekord        | Kevin Young   | 46,78 s | Olympische Spiele in Barcelona, Spanien | 8. August 1992 |
| Rekord der Spiele | Amadou Dia Ba | 48,03 s | Afrikaspiele in Nairobi, Kenia          | 9. August 1987 |

## Halbfinale
Aus den drei Halbfinalläufen qualifizierten sich die jeweils zwei Ersten jedes Laufes – hellblau unterlegt – und zusätzlich die zwei Zeitschnellsten – hellgrün unterlegt – für das Finale.

### Lauf 1
28. August 2019, 17:25 Uhr
| Platz | Bahn | Athlet                   | Land         | Zeit (s) |
| ----- | ---- | ------------------------ | ------------ | -------- |
| 1     | 2    | Creve Armando Machava    | Mosambik     | 49,54    |
| 2     | 4    | Bienvenu Sawadogo        | Burkina Faso | 49,70    |
| 3     | 5    | Aron Koech               | Kenia        | 49,73    |
| 4     | 3    | Ned Azemia               | Seychellen   | 50,81    |
| 5     | 7    | Derese Tesfaye Gorfneh   | Äthiopien    | 51,41    |
| 6     | 6    | Timothy Onajite Emoghene | Nigeria      | 51,85    |

### Lauf 2
28. August 2019, 17:32 Uhr
| Platz | Bahn | Athlet                 | Land      | Zeit (s) |
| ----- | ---- | ---------------------- | --------- | -------- |
| 1     | 5    | Lindsay Hanekom        | Südafrika | 50,36    |
| 3     | 2    | Edward Ngunjiri Wegaki | Kenia     | 52,45    |
| 4     | 3    | Kemorena Tisang        | Botswana  | 53,63    |
| 5     | 4    | Akoon Akoon            | Südsudan  | 55,88    |
|       | 6    | Norman Mukwada         | Simbabwe  | DSQ      |
|       | 7    | Gadisa Bayu Reba       | Äthiopien | DNS      |

### Lauf 3
28. August 2019, 17:39 Uhr
| Platz | Bahn | Athlet               | Land      | Zeit (s) |
| ----- | ---- | -------------------- | --------- | -------- |
| 1     | 6    | Abdelmalik Lahoulou  | Algerien  | 50,03    |
| 2     | 8    | Mohamed Amine Touati | Tunesien  | 50,19    |
| 4     | 4    | Rilwan Alowonle      | Nigeria   | 50,77    |
| 5     | 7    | William Mutunga      | Kenia     | 51,28    |
| 6     | 5    | Jordin Jae Andrade   | Kap Verde | 51,65    |
|       | 3    | Oumar Babou          | Senegal   | DNF      |
|       | 2    | Sokwakhana Zazini    | Südafrika | DSQ      |

## Finale
29. August 2019, 16:24 Uhr
| Platz | Bahn | Athlet                 | Land         | Zeit (s) |
| ----- | ---- | ---------------------- | ------------ | -------- |
|       | 6    | Abdelmalik Lahoulou    | Algerien     | 49,08    |
|       | 4    | Bienvenu Sawadogo      | Burkina Faso | 49,25    |
|       | 7    | Mohamed Amine Touati   | Tunesien     | 49,29    |
| 4     | 1    | Rilwan Alowonle        | Nigeria      | 49,42    |
| 5     | 3    | Lindsay Hanekom        | Südafrika    | 49,98    |
| 6     | 2    | Aron Koech             | Kenia        | 50,58    |
| 7     | 8    | Edward Ngunjiri Wagaki | Kenia        | 51,75    |
|       | 5    | Creve Armando Machava  | Mosambik     | DNF      |